# Viktor Vesnine
Viktor Aleksandrovitch Vesnine (en russe : Виктор Александрович Веснин, né le 9 avril 1882 à Iourievets et mort le 17 septembre 1950 à Moscou, est un architecte soviétique.

## Biographie
Ses premières réalisations (1909-1915) copiaient les canons de l'architecture néoclassique ; dans les années 1920, lui et ses frères Léonid (1880-1933) et Alexandre (1883-1959) apparurent comme les têtes de pont de l'architecture constructiviste, les frères Vesnine. Puis, après le recul forcé du constructivisme en 1931-32 et jusqu'à sa mort, Viktor Vesnine sera l'architecte le plus haut placé dans la hiérarchie du système soviétique, dirigeant le Syndicat des architectes soviétiques et l'Académie d'architecture. Comme architecte en chef de toutes les constructions importantes, il supervisa beaucoup de projets industriels, mais ses propres projets visionnaires ne parviendront jamais à être réalisés,.

## Réalisations (liste non exhaustive)

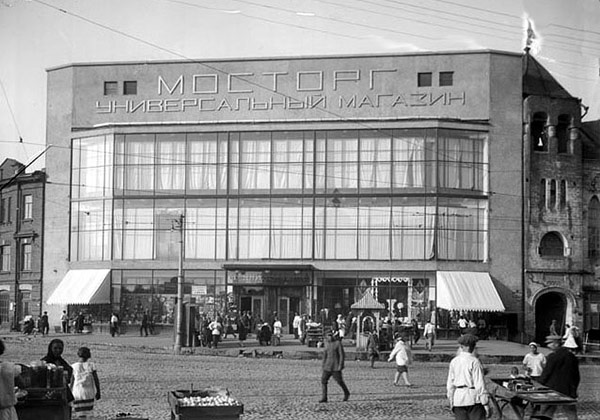
Grand magasin Mostorg, 1928

- 1914 : écuries de Mantachev, Champ de course de Moscou (avec A.G. Izmirov et Alexandre Vesnine)[3]
- 1915 : villa Sirotkine à Nijni Novgorod
- 1922-23 : projet du Palais du travail
- 1924 : projet de l'immeuble du Leningradskaïa Pravda
- 1926 : Grand magasin Mostorg à Moscou
- 1927-1932 : barrage hydroélectrique DnieproGuES avec Nikolai Kolli
- 1928 : Maison des acteurs de cinéma à Moscou
- 1930 : Palais de la culture du quartier Proletarski à Moscou
- 1934 : projet du commissariat des Industries lourdes